# Ingratitude of Liz Taylor
Ingratitude of Liz Taylor è un cortometraggio muto del 1915 diretto da Edward J. Le Saint.

## Trama
Un orfano, che lavora consegnando i giornali, si infatua di una donna più grande di lui ma lei lo respinge.

## Produzione
Il film fu prodotto dalla Selig Polyscope Company.

## Distribuzione
Il copyright del film, richiesto dalla Selig Polyscope Co., fu registrato il 30 aprile 1915 con il numero LP5210.
Distribuito dalla General Film Company, il film - un cortometraggio in due bobine - uscì nelle sale cinematografiche statunitensi il 10 maggio 1915.